# 台中捷運中運量電聯車

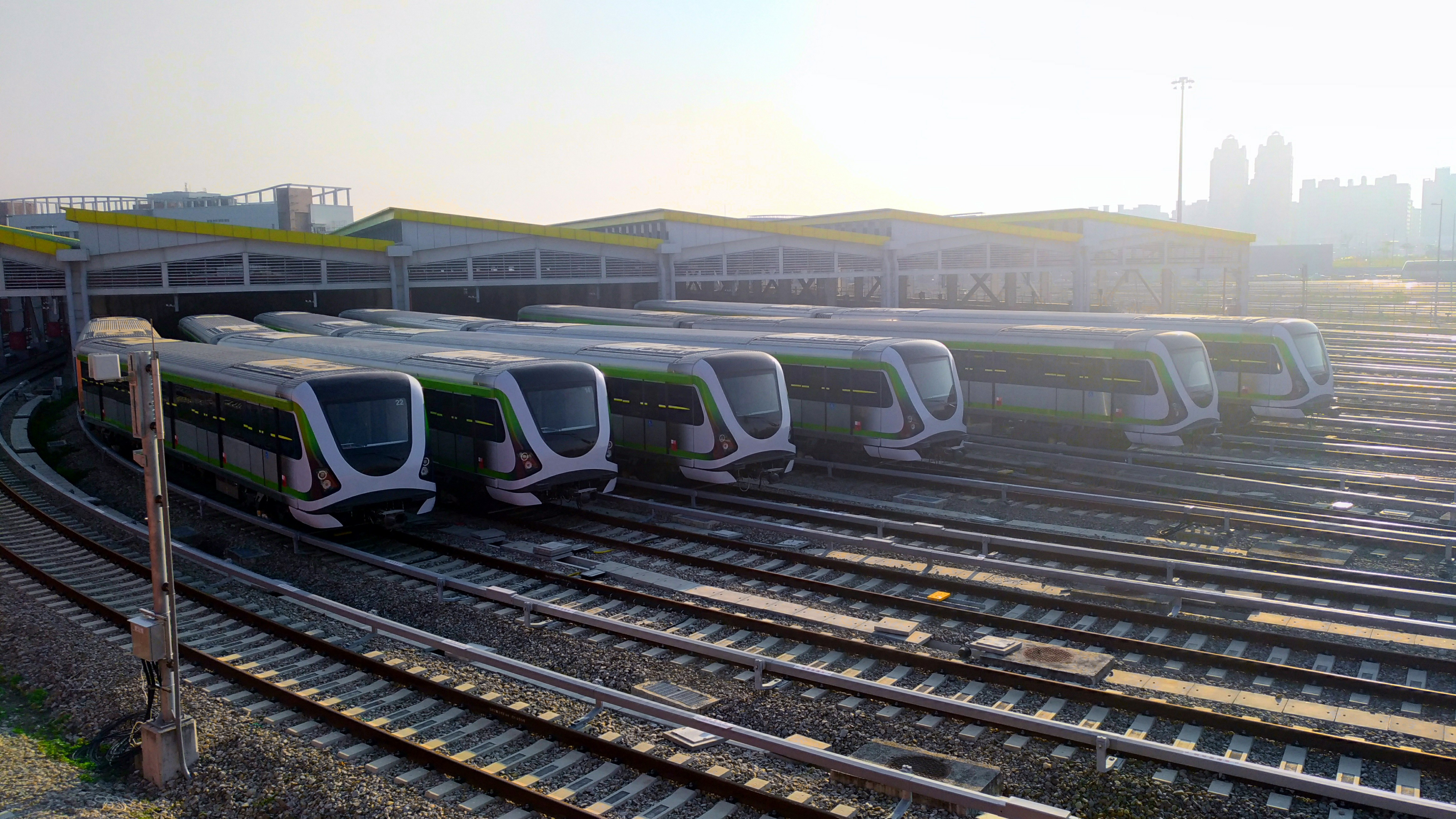
臺中捷運北屯機廠車棚

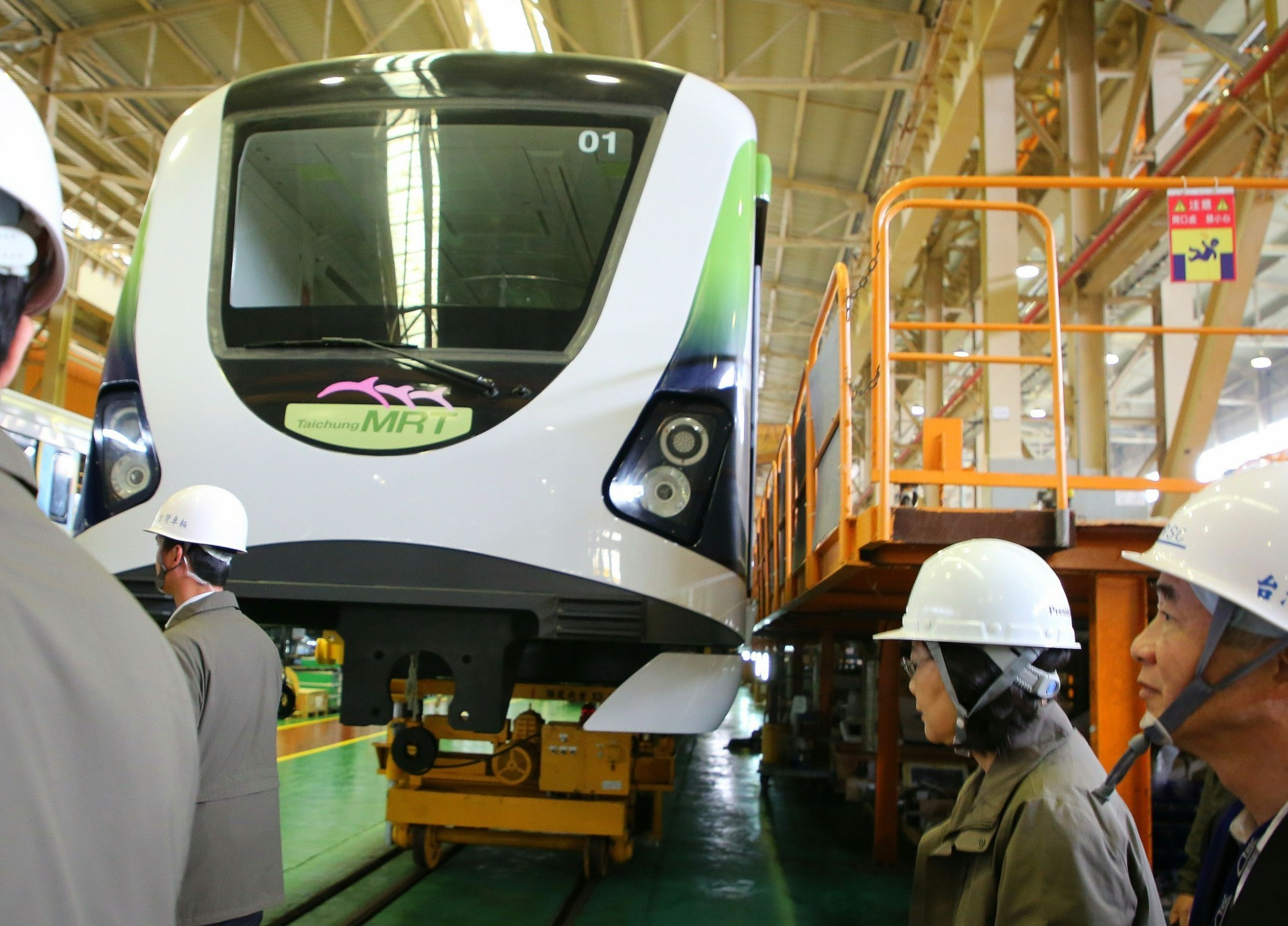
中華民國總統蔡英文視察存放於台灣車輛裡的台中捷運中運量電聯車

台中捷運綠線中運量電聯車是一款屬於台中捷運的中運量動力分散式電聯車，由日本川崎重工及台灣車輛共同承造，川崎重工製造01~04號、23~36號，台灣車輛製造05~22號，合計生產18列36輛，於2017年2月5日首度公開。
本型列車為台灣繼台北捷運於文湖線與環狀線購置中運量列車之後，再度引進的中運量列車，2020年隨台中捷運綠線通車而投入使用。在2023年5月10日，因編組03/04的04端毀損嚴重，確定不維修

## 概述
台中捷運綠線所使用的車輛為動力分散式的中運量電聯車，採用第三軌供電，並全線使用鋼輪，行駛於1,435公釐之標準軌。電聯車廂每側配有五組外滑式自動門，是台灣目前單側車門數最多的形式。列车外觀以新芽綻放為主題，最短班距可達90秒/班，可在短時間內疏散大量人潮。另外，本列車采用用三菱電機的VVVF系統，為台灣首款採用新型SiC-VVVF模組的電聯車。

## 列車配屬
全數配屬於北屯機廠。

## 重大事故

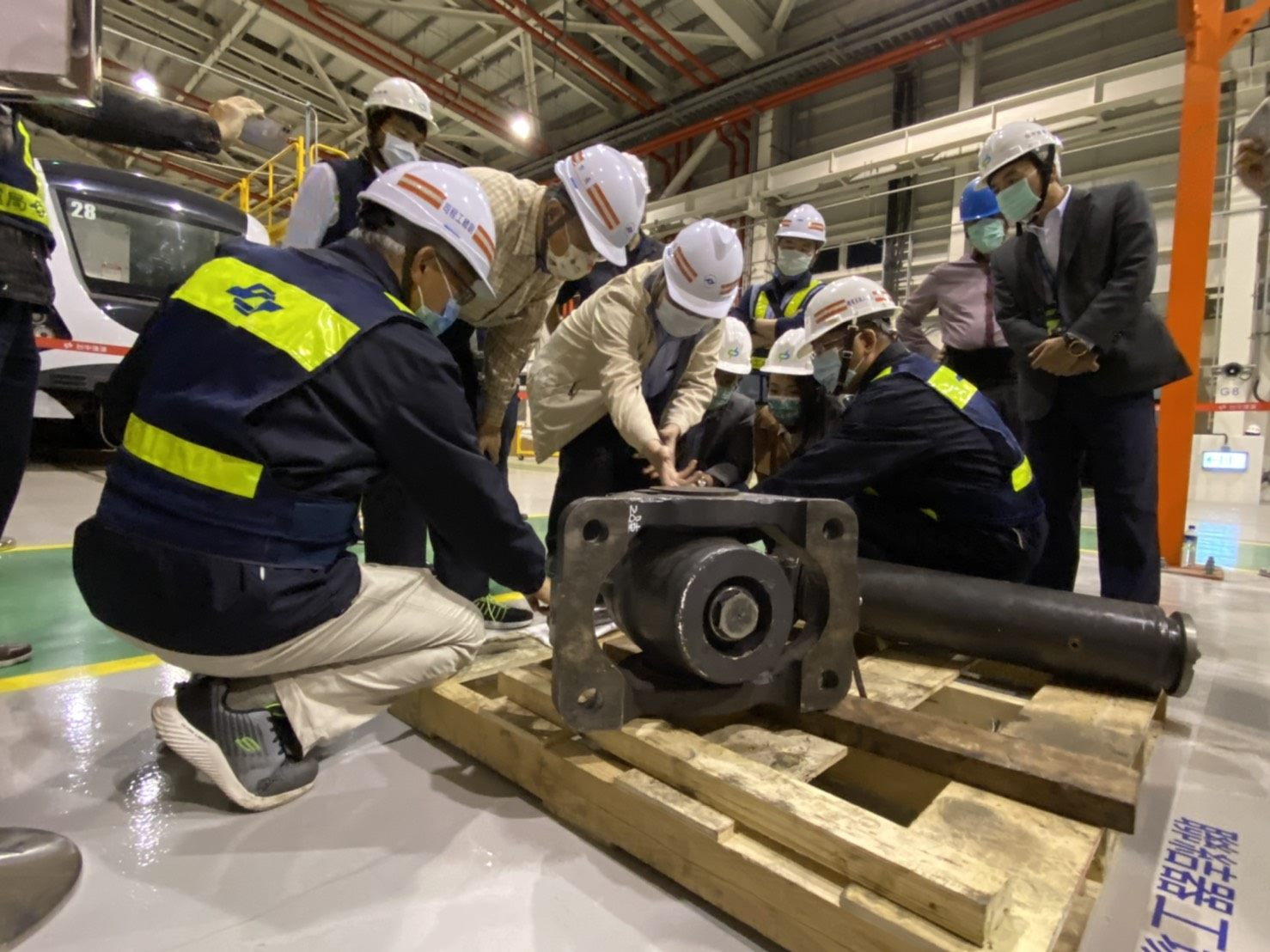
故障的連結器

- 2020年11月21日：高鐵臺中站尾軌，列車編號33-34，在進行全自動迴轉時，發生半永久連接器斷裂，暫停試營運[11][12]

- 2023年5月10日：列車編號03-04行駛至豐樂公園站時發生臺中捷運塔吊撞擊事故，列車04端嚴重損毀，車上乘客一人死亡十人受傷[13][14][15]。

## 圖片

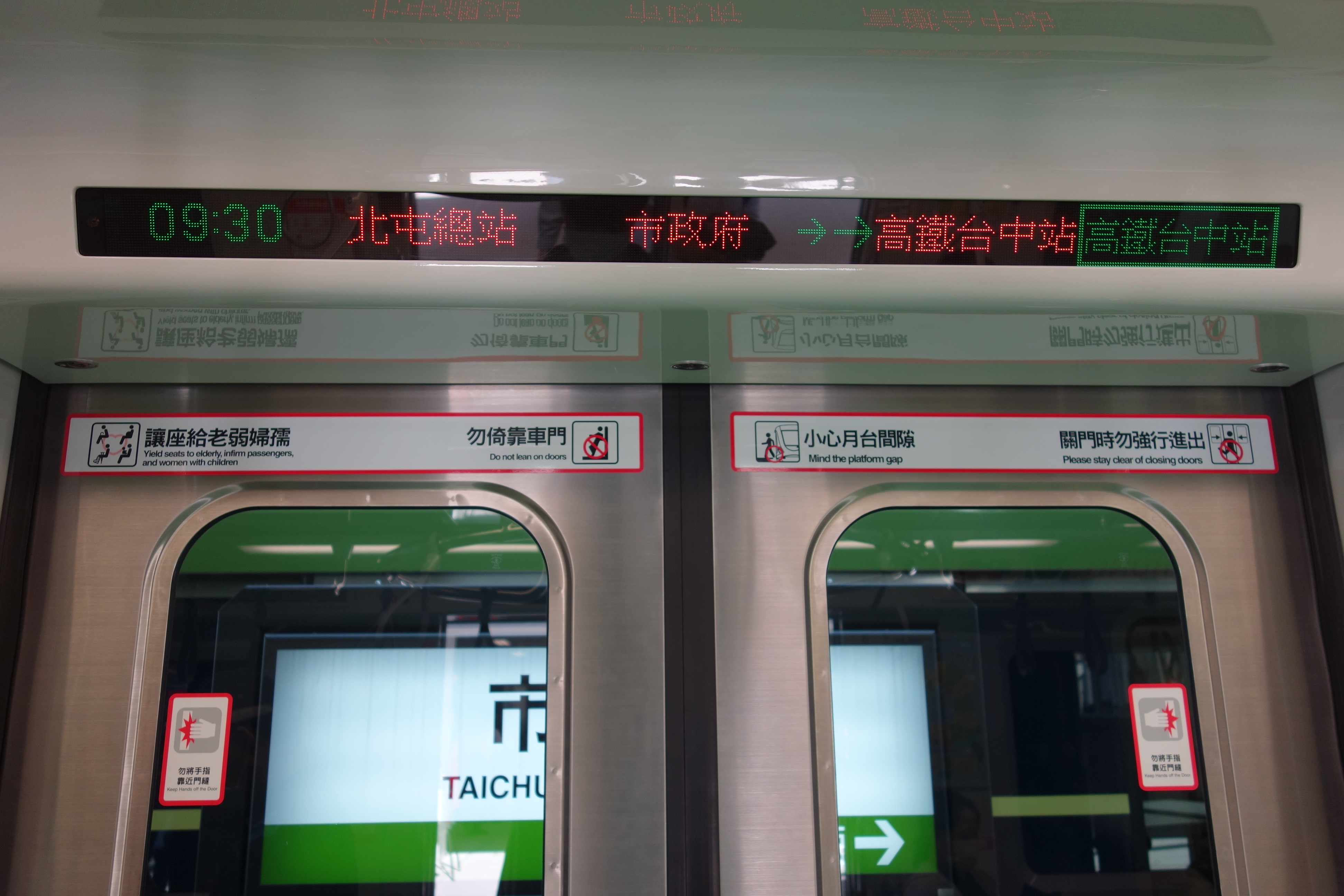
車內到站顯示器
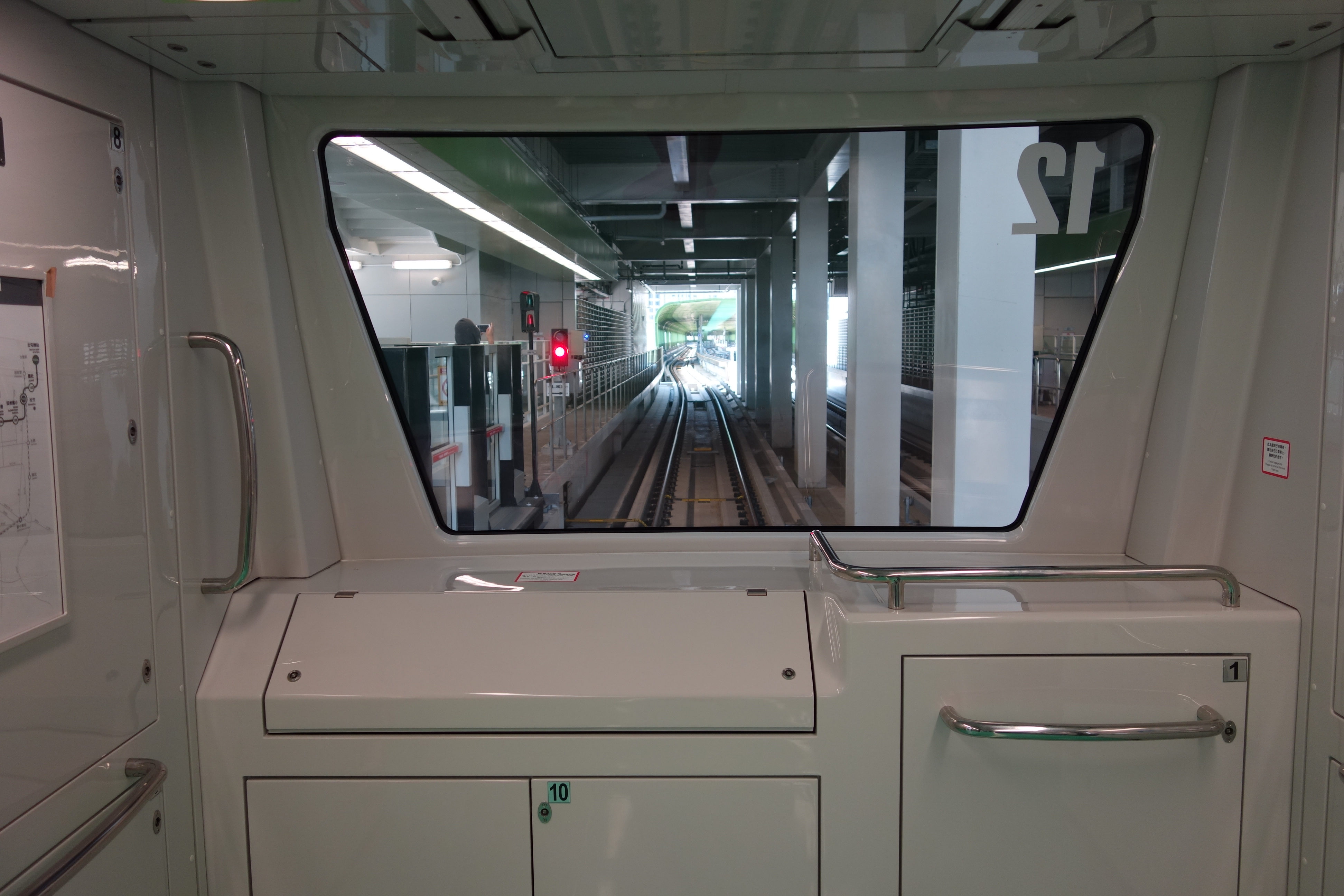
車頭內裝
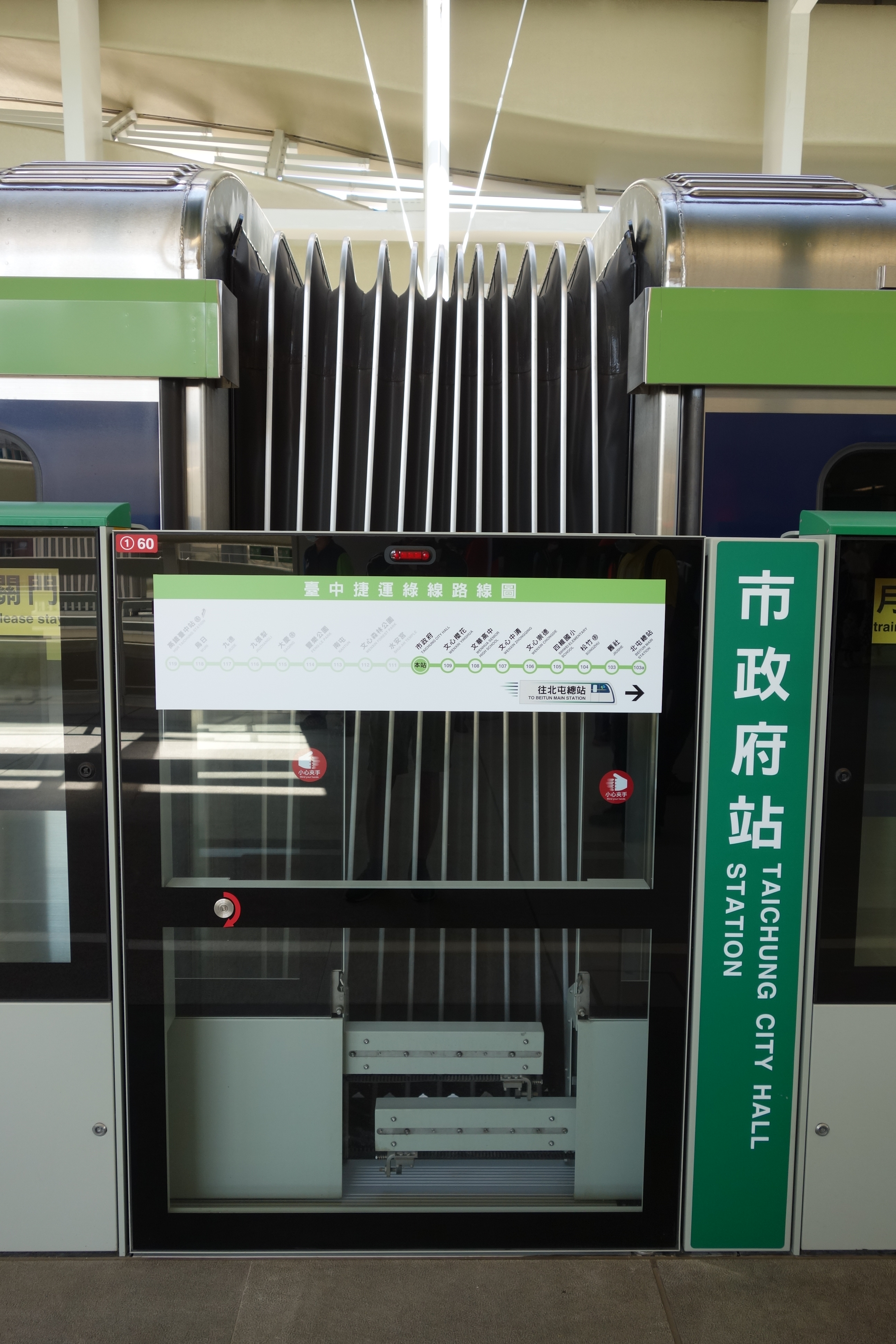
車廂連接處

## 外部連結
- 車輛介紹 - 台中捷運 （页面存档备份，存于）